# Daniel Passarella
Daniel Alberto Passarella (født 25. maj 1953 i Chacabuco, Argentina) er en tidligere argentinskfodboldspiller, og senere træner, der i 1970'erne og 1980'erne var en afgørende brik på det argentinske landshold, som han to gange blev verdensmester med. Han havde desuden en succesfuld klubkarriere, og blev i 2004 udvalgt til FIFA 100, en kåring af de 125 bedste nulevende fodboldspillere gennem historien.
Efter sit karrierestop har Passarella gjort sig bemærket som træner for flere klub- og landshold i Sydamerika.

## Klubkarriere
Passarella startede sin karriere hos den mindre klub Sarmiento i byen Junín, hvor han spillede fra 1971-1973, sine to første år som professionel. Herefter gik turen til Primera Divisíon de Argentinas absolutte storklub, River Plate, hvor han etablerede sig som en vigtig spiller for holdet, og var en bærende kraft de følgende otte sæsoner, der blandt andet bød på fire mesterskaber.
Efter at have haft succes i River Plate, og samtidig at have slået igennem på Argentinas landshold, besluttede Passarella sig i 1982 for at prøve lykken i Europa, hvor han skrev kontrakt med italienske ACF Fiorentina. Her spillede han i fire sæsoner, inden han de følgende to år var tilknyttet ligarivalerne Inter Milan.
I 1988 rejste Passarella tilbage til Argentina, hvor han sluttede sin aktive karriere med en enkelt sæson mere hos River Plate.

## Landshold
Passarella nåede i løbet af sin karriere at spille 70 kampe og score 22 mål for Argentinas landshold, som han repræsenterede i årene mellem 1974 og 1986. Han var med Argentina med til at blive verdensmester ved både VM i 1978 på hjemmebane og ved VM i 1986 i Mexico. Derudover deltog han også ved VM i 1982, og tre gange i Copa América. Under VM-triumfen i 1978 var han desuden holdets anfører.

## Trænerkarriere
Efter at have indstillet sin aktive karriere i 1989 kastede Passarella sig over trænergerningen, og stod fra 1989 til 1994 i spidsen for den argentinske ligaklub River Plate, der som nævnt også var hans sidste klub som aktiv. I 1994 blev han udnævnt som ny landstræner for Argentina. Han var holdets træner de førende fire år, og førte mandskabet frem til kvartfinalerne ved VM i 1998 i Frankrig, hvor man dog måtte se sig besejret af Holland.
Efter at have forladt den argentinske landstrænerpost efter VM blev Passarella ny træner for Uruguays landshold. Selvom han bidrog til at kvalificere holdet til VM i 2002 fik han ikke selv lov til at stå i spidsen for landet til slutrunden, da han forlod jobbet i 2001. Herefter har han i kortere perioder været tilknyttet Parma FC, CF Monterrey og Corinthians.
Hans seneste job var i 2006-2007, hvor han igen stod i spidsen for River Plate.

## Titler
Argentinsk mesterskab
- 1975, 1977, 1979 og 1981 med River Plate

VM i fodbold
- 1978 og 1986 med Argentina